# Tamellaht
Tamellaht é uma vila na comuna de Tamacine, no distrito de Témacine, província de Ouargla, Argélia.
A vila está localizada 2 quilômetros (1,2 milhas) ao sudoeste de Tamacine e 11 quilômetros (6,8 milhas) ao sul de Touggourt.